# Уругвай на літніх Олімпійських іграх 1932
Уругвай брав участь у Літніх Олімпійських іграх 1932 року у Лос-Анжелесі (США) увтретє за свою історію, і завоював одну бронзову медаль.

## Бронза
- Гребля, чоловіки — Гільєрмо Дуглас.